# روبن هيل (كيميائي حيوي)
روبرت هيل (بالإنجليزية: Robin Hill)‏ ( 2 أبريل 1899 - 15 مارس 1991) عرف باسم روبن هيل، هوكيميائي حيوي بريطاني.

## نشأته وتعليمه
ولد هيل في مقاطعة وركشير ودرس في مدرسة بديلس ‏ حيث أصبح مهتمًا بعلم الأحياء وعلم الفلك.